# Sebastian Kehl
Sebastian Kehl (13 de febrer de 1980) és un futbolista alemany que actualment juga de centrecampista defensiu pel Borussia Dortmund. És esquerrà i ha jugat de vegades de lateral esquerre.